# Dichrooscytus cuneatus
Dichrooscytus cuneatus är en insektsart som beskrevs av Knight 1968. Dichrooscytus cuneatus ingår i släktet Dichrooscytus och familjen ängsskinnbaggar. Inga underarter finns listade i Catalogue of Life.